# Abell 2384
Abell 2384 è un ammasso di galassie situato nella costellazione del Capricorno alla distanza di 1,24 miliardi di anni luce, inserito nell'omonimo catalogo compilato da George Abell nel 1958.
Insieme ad Abell 2405 forma il superammasso di galassie SCl 292. È costituito da oltre un centinaio di galassie e la sua massa totale equivale a 260.000 miliardi di masse solari. La galassia più luminosa dell'ammasso è l'ellittica ESO 600-14.
Abell 2384 è stato studiato mediante l'utilizzo del telescopio spaziale Chandra e del telescopio spaziale XMM-Newton, nello spettro dei raggi X, e dal Giant Metrewave Radio Telescope situato in India nelle onde radio. 
Un precedente studio aveva evidenziato come questo ammasso si sia formato diverse centinaia di milioni di anni fa da dallo scontro di due ammassi di galassie che hanno sprigionato enormi quantità di gas caldo formando una sorta di ponte tra i residui dei due oggetti. Tale struttura si estende per circa 3 milioni di anni luce e ha una massa pari a 3.000 miliardi di masse solari. Inoltre il gas viene colpito e deformato dalle particelle emesse da un buco nero supermassiccio posto in uno degli ammassi, i cui effetti possono essere misurati nelle diverse lunghezze d'onda dello spettro elettromagnetico.